# M7-es főút (Oroszország)
Az M7-es „Volga” főút (oroszul: Федеральная автомобильная дорога  «Волга») Oroszország egyik szövetségi jelentőségű autóútja az európai országrészen, Moszkvától keletre.
Moszkvától a Volga parti Kazanyon át az Urál előterében fekvő Ufáig, Baskíria fővárosáig vezet. Hossza kb. 1350 km.

## Ismertetése
A moszkvai MKAD körgyűrűtől kelet felé kiindulva a Moszkvai-, a Vlagyimiri-, a Nyizsnyij Novgorod-i területen, Csuvasföldön, Tatárföldön és Baskírián halad keresztül. Egyik mellékága az Ivanovói területre, a másik Udmurtföldre és a Permi határterületre vezet. Egy hosszabb szakasza része az  európai útnak, a Jelabuga–Ufa közötti szakasz pedig az  európai útnak.
Az M7-es főútról rövidebb-hosszabb mellékágak, illetve bekötőutak vezetnek a nagyobb városokhoz:
- Ivanovóba (Vlagyimirtól) – 102 km
- Csebokszáriba – keleti részénél 3 km, nyugati részénél 11 km
- Izsevszkbe (Jelabugától) – 165 km, majd onnan tovább Permbe (294 km).

Vlagyimirnál elkerülőút épült (54 km), és Nyizsnyij Novgorod déli elkerülőútja is nagyrészt elkészült (45 km).
Az útpálya többnyire sík vagy dombos vidéken, sztyepp, erdős vagy erdős-mocsaras tájakon halad át és számos nagy folyót keresztez: Oka, Kljazma, Szura, Vjatka, Volga, Káma, Belaja. Az éghajlat mérsékelten kontinentális, a januári középhőmérséklet az útvonal elején kb. -10 °C, a végén -15 fok °C.
Az M7-es főút legforgalmasabb és legjobban ellátott része a Moszkvától Nyizsnyij Novgorodig tartó 400 km-es szakasz. Itt 2x2 sávos az út, Nyizsnyij Novgorodtól 2x1 vagy 3 sávos. Kazanyt elhagyva hosszabb szakaszon ismét 2x2 sávon halad, Naberezsnije Cselni után 2x1 sávra szűkül (2019 állapot).

## Útvonal
- 0 km – Moszkva, MKAD körgyűrű (oroszul МКАД, Московская кольцевая автомобильная дорога / Moszkovszkaja kolcevaja avtomobilnaja doroga)

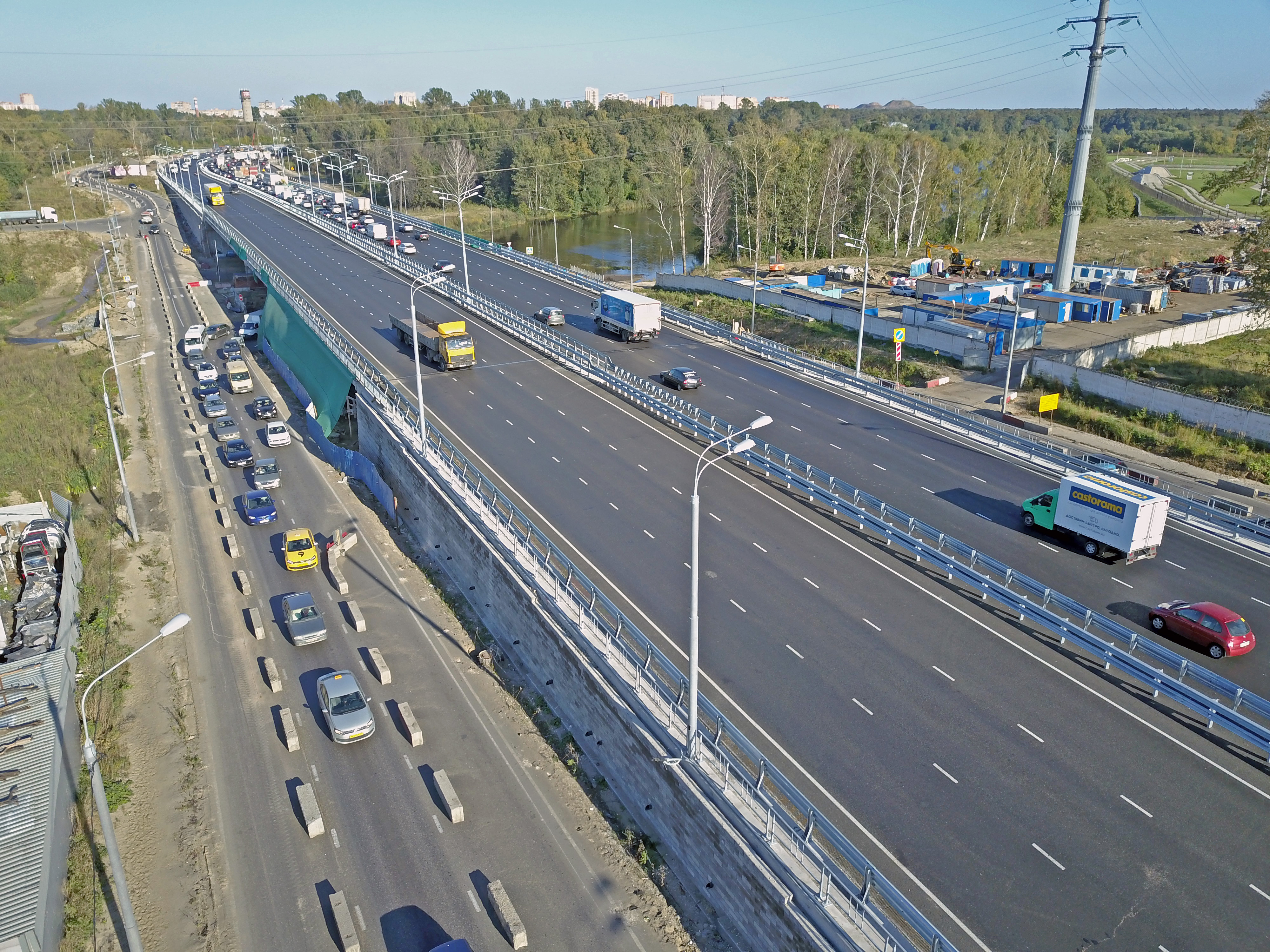
Balasiha, a MKAD-tól 20 km-re (2012)

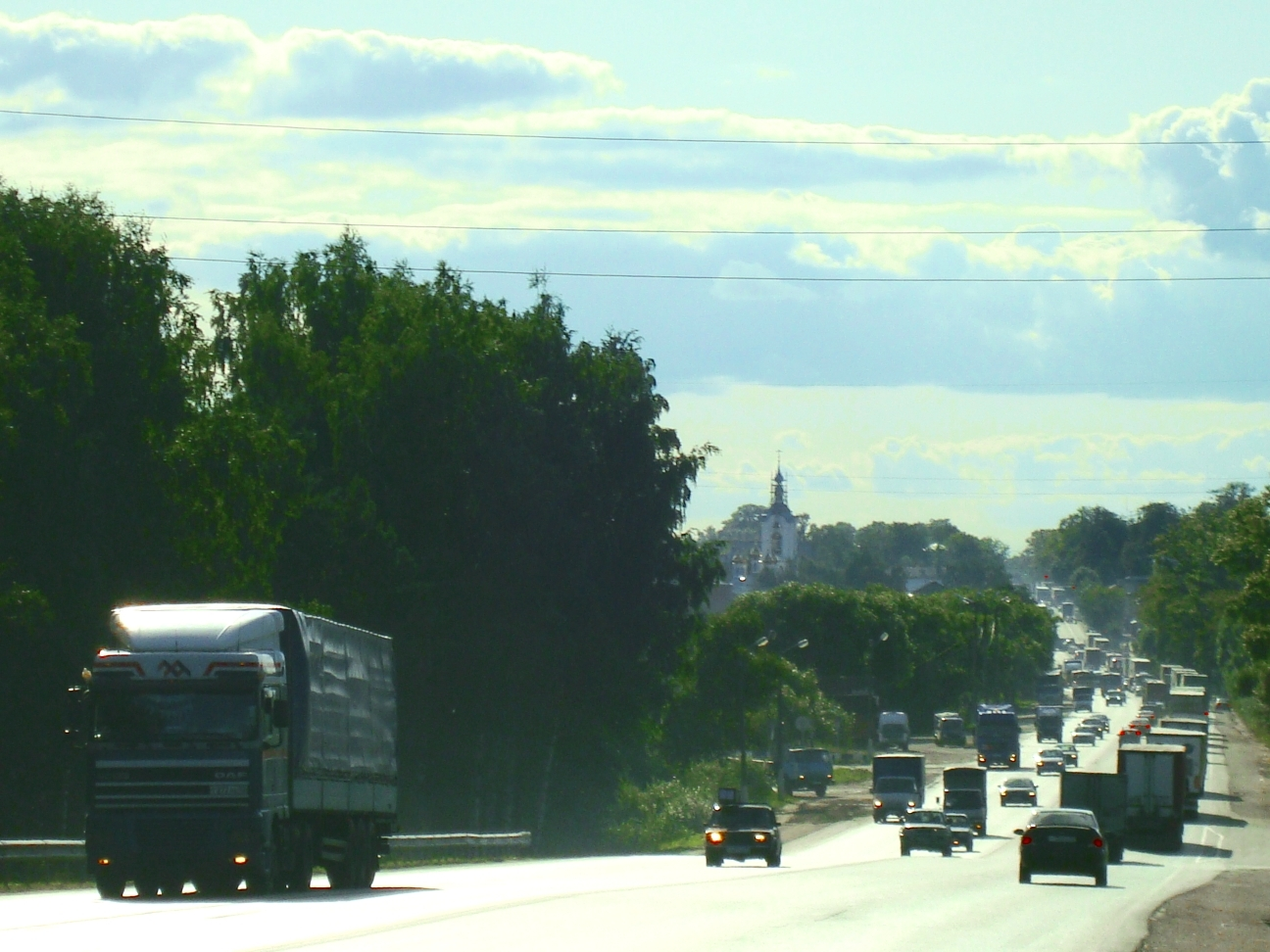
Az M7-es főt Pokrov városban (2009)

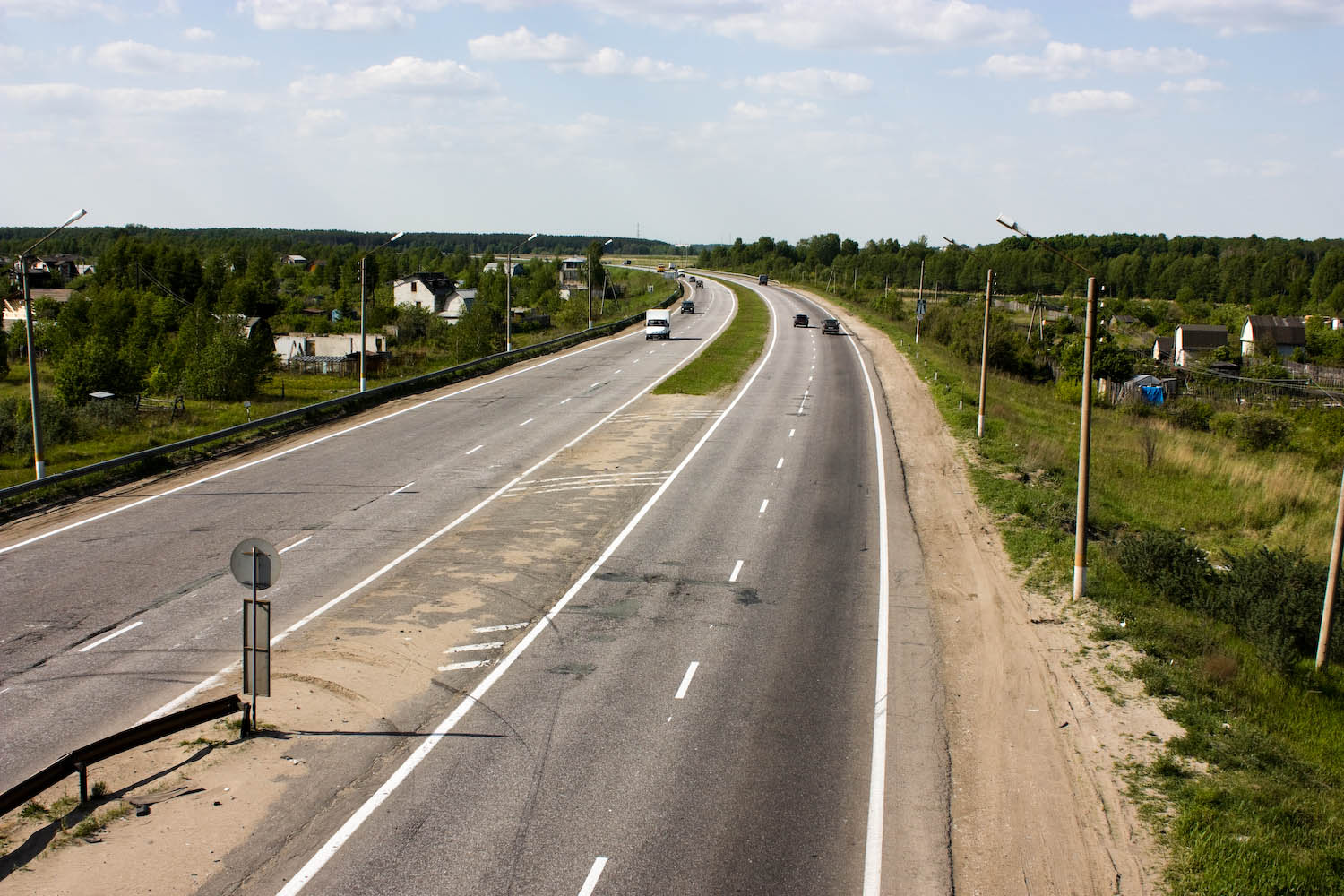
Elkerülőút, Nyizsnyij Novgorod (2009)

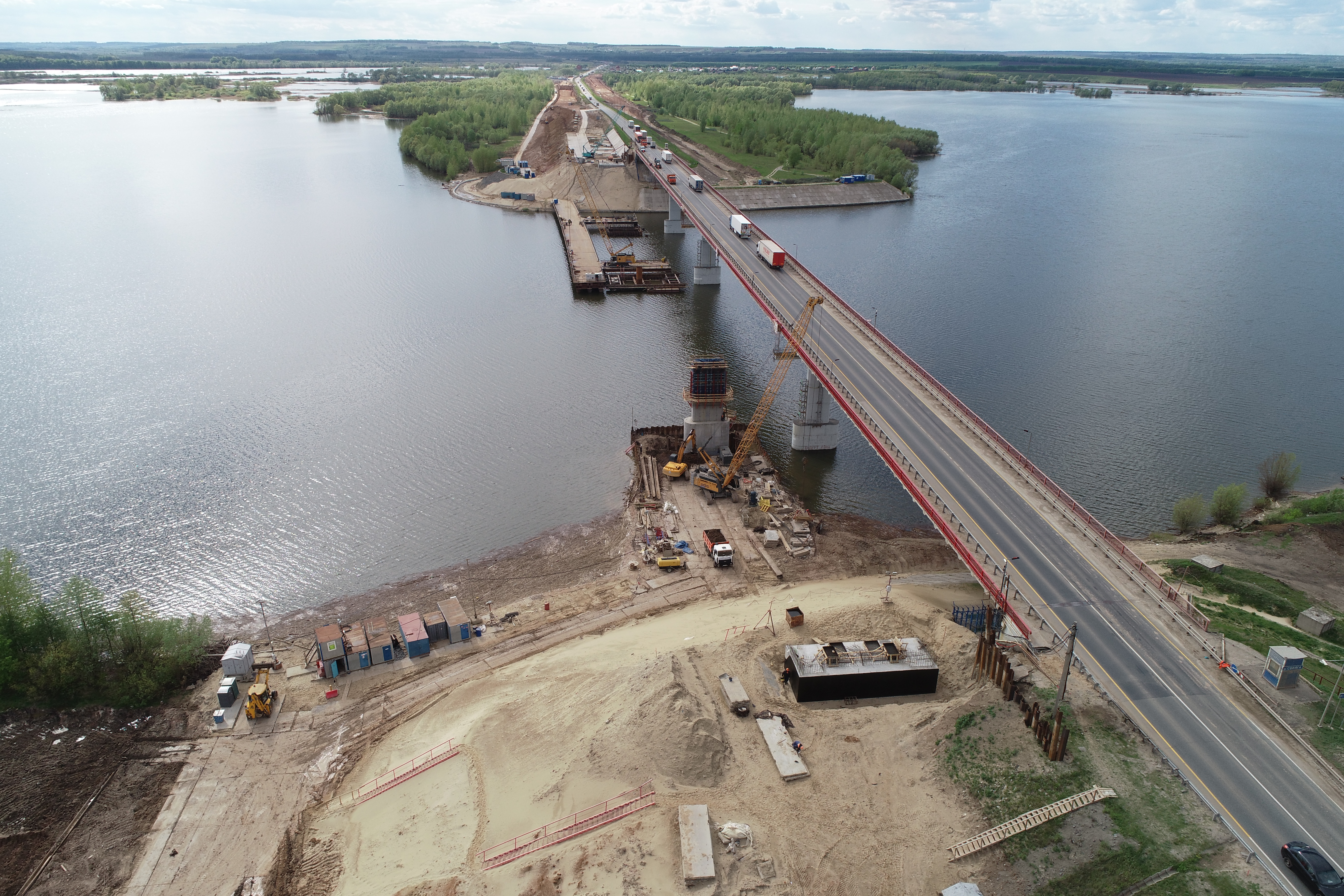
A Szvijaga hídjának felújítása (2020)

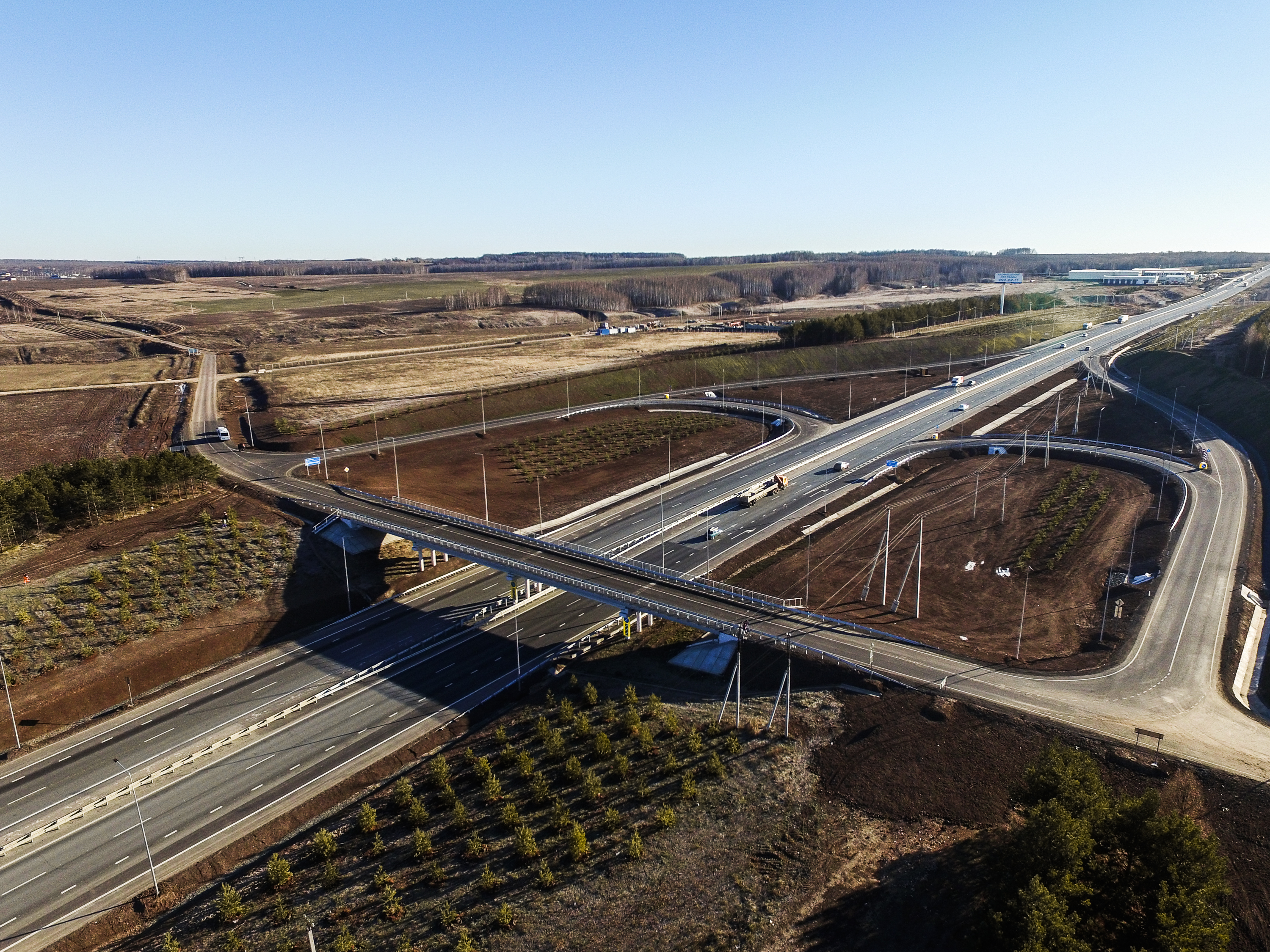
Csomópont a 821-es km-nél (2012)

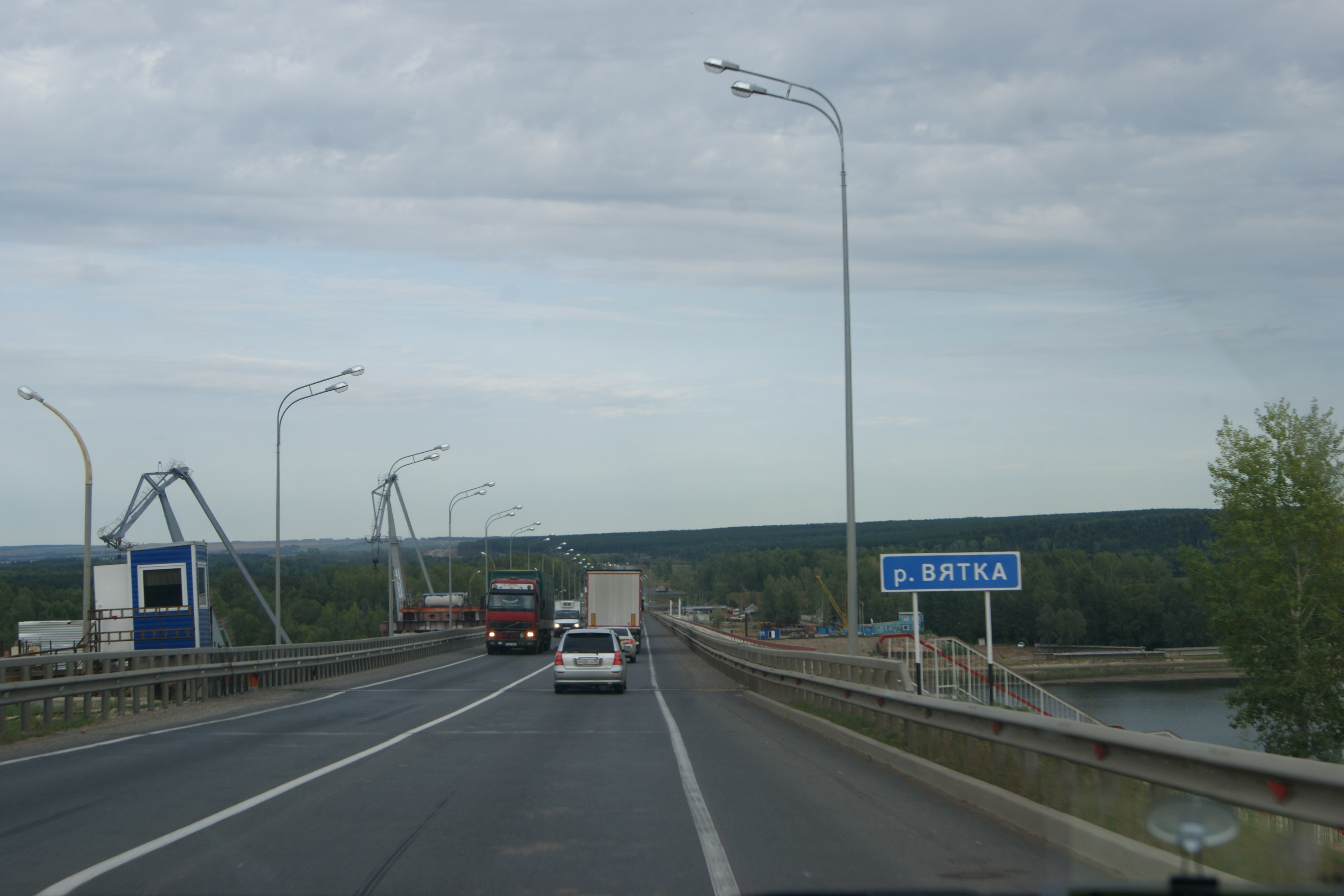
A Vjatka hídja előtt (2012)

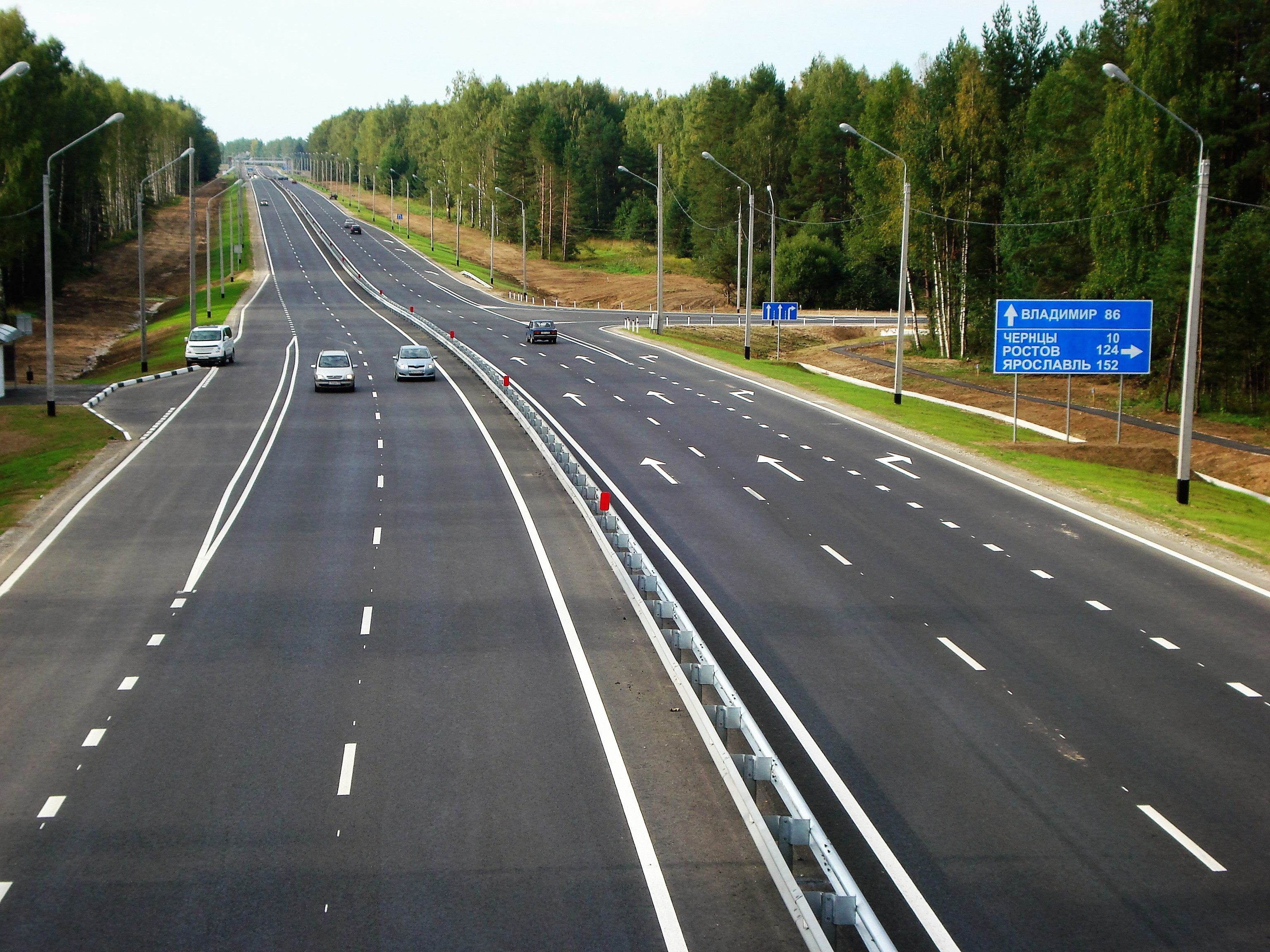
Felújított útszakasz Ivanovo felé

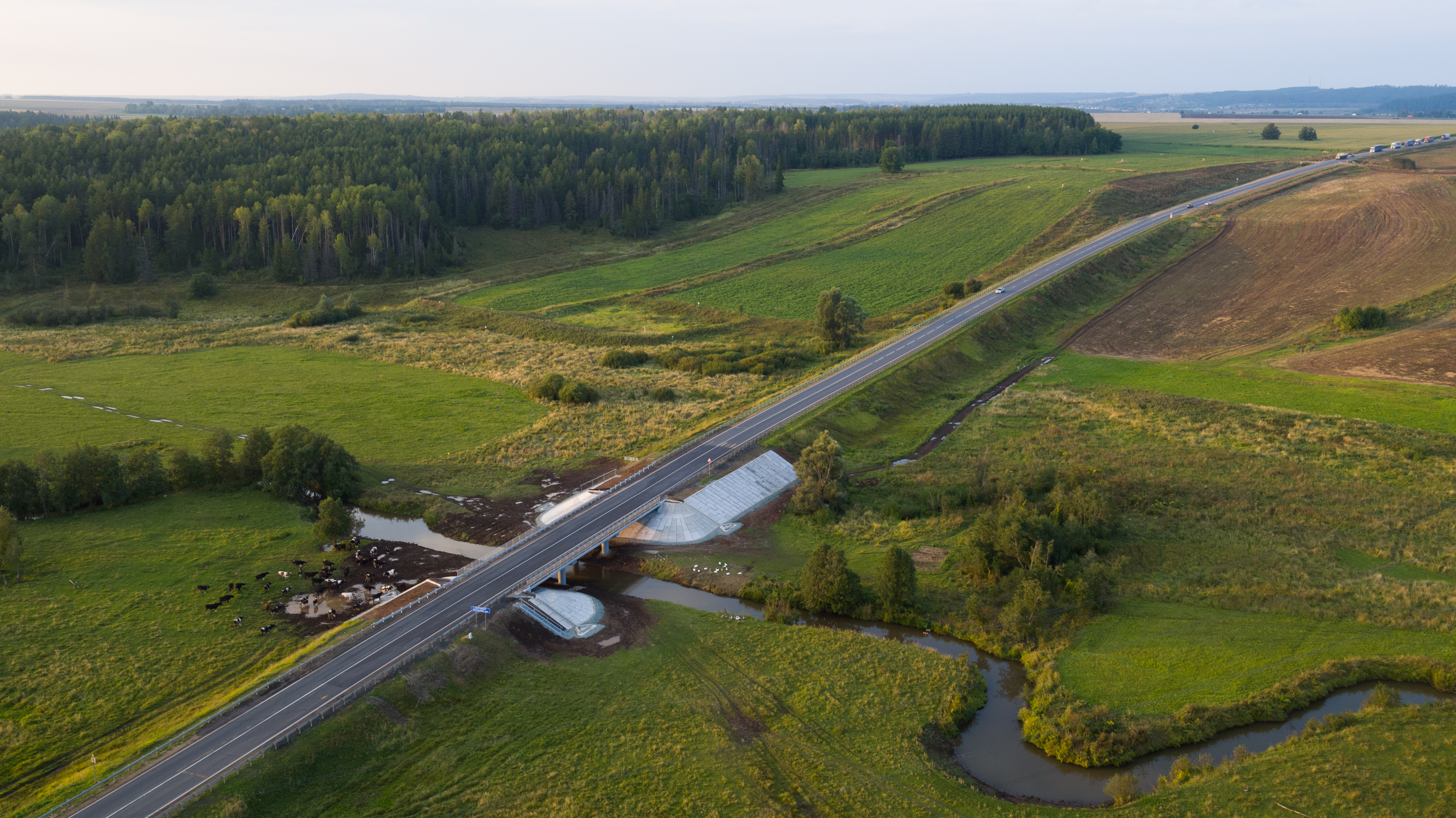
Útszakasz Izsevszk felé (2012)

Moszkvai terület
- Balasiha
- Noginszk  A107-as Elektrosztal felé
- Ozserelki  A108-as Szergijev Poszad felé
- Malaja Dubna  A108 Orehovo-Zujevo felé

Vlagyimiri terület
- Pokrov
- Lakinszk
- Vlagyimir  Szuzdal–Ivanovo felé
- Szenyinszkije Dvoriki  Kovrov felé
- Vjaznyiki  Murom felé
- Gorohovec

 híd a Kljazmán
Nyizsnyij Novgorod-i terület
- Pira  Dzerzsinszk felé
- Nyizsnyij Novgorod déli elkerülőút

 R158-as főút Penza–Szaranszk–Szaratov felé
 híd az Okán
- Ksztovo
- Liszkovo
- Vorotinec

Csuvasföld
 híd a Szurán
- Csebokszári  R176-os „Vjatka” főút Joskar-Ola–Kirov–Sziktivkar felé
- Civilszk  A151-es Uljanovszk felé

Tatárföld
 híd a Szvijagán
- Zelenodolszk mellett:

 híd a Volgán
Buinszk–Uljanovszk felé
- Kazany

 R239-es főút Csisztopol–Almetyjevszk–Orenburg felé
- Mamadis

 híd a Vjatkán
- Jelabuga

 Izsevszk–Perm felé
 a Nyizsnyekamszki vízerőmű gátja a Kámán
- Naberezsnije Cselni
- Menzelinszk

Baskíria
- Gyurtyuli
- Kusnarenkovo
- Ufa

 híd a Belaja
 M5-ös főút

### Mellékág Ivanovo felé
Vlagyimiri terület
- Vlagyimir
- Szuzdal

Ivanovói terület
- Lezsnyevo
- Ivanovo

### Mellékág Izsevszk és Perm felé
Tatárföld
- Jelabuga
- Mengyelejevszk

Udmurtföld
- Mozsga
- Agriz
- Izsevszk
- Igra

Permi határterület
- Ocsor
- Nitva  Kudimkar felé
- Krasznokamszk
- Perm  R242-es főút Jekatyerinburg felé.